# لي لي (لاعبة جمباز فني)
لي لي هي لاعبة جمباز فني صينية، ولدت في 26 فبراير 1975 في شينغنينغ في الصين.

## وصلات خارجية
- لي لي على موقع الاتحاد الدولي للجمباز (licence) (الإنجليزية)
- لي لي على موقع الاتحاد الدولي للجمباز (biography) (الإنجليزية)
- لي لي على موقع أوليمبيديا (الإنجليزية)